# Les Pieux
Les Pieux è un comune francese di 3 691 abitanti situato nel dipartimento della Manica nella regione della Normandia, che si affaccia sul golfo di Saint-Malo.

## Storia

### Simboli
Lo stemma civico riunisce i blasoni di tre antiche famiglie: Basan de Flamanville, Adoubedent de Rouville e Campserveur.
È stato adottato verso il 1990 al posto di uno stemma precedente che era: d'azzurro, a sette paletti (in francese pieux) d'oro, posti in palo, ordinati in fascia ondata; al capo cucito di rosso, caricato di un leopardo d'oro.

## Società

### Evoluzione demografica
Abitanti censiti